# Солодкий, Евгений Валентинович
Евге́ний Валенти́нович Соло́дкий (2 декабря 1963 года, Саратов) — российский современный художник, работающий в различных техниках (живопись, инсталляции, перформансы, видеоарт).

## Биография
В 1987 году окончил Саратовский политехнический институт, специальность архитектор.
В 1987 году совместно с Михаилом Леженем основал художественную группу «Жёлтая гора», с которой связано появление искусства новейших течений в Саратове, в которую входили также
Михаил Гаврюшов, Сергей Кругляк, Сергей Беляков и Алла Лебедь. Её участники первыми в Саратове обратились к таким художественным практикам как перформанс, инсталляция, объект. Было проведено более 10 выставок «Жёлтой горы» с 1987 по 1990 год.
С 1988 года мастерская объединения находилась в открывшемся Доме молодёжи на улице Вольской (дом № 52), которая стала центром общения творческих личностей города, дискуссий об авангардном искусстве, открытом в период «перестройки», местом генерации идей и создания произведений.
В 1990 году состоялась последняя выставка «Жёлтой горы» в Центральном Доме художника (ЦДХ) (на него можно ссылку в википедии) в Москве, на которой помимо живописи и объектов была сделана «жёлтая гора» из семи КАМАЗов песка, «рифмующаяся» с Саратовом, Волгой, и состоялся перформанс джазового композитора Владимира Чекасина (на него можно ссылку в википедии).
С 1991 по 2003 год Евгением Солодким было осуществлено более пятнадцати персональных выставок в Германии, Австрии, Испании, Великобритании, Туркмении и России.
С 1993 года он становится руководителем проекта «Бюро современных исследований» (BOCR — Bureau Of Contemporary Researches), связанного с художественным переосмыслением российской истории. В рамках проекта проводились хорошо организованные концептуальные акции в России, экспонирующиеся в виде документаций (графических работах, коллажах, книгах художника, объектах) в галереях Европы.
Акции посвящены мифам и легендам о русской земле и о Саратове. Мифотворчество автора — есть смешение реальных легенд и его фантазий. Единство формы и содержания произведений, красота идеи и её воплощения является уникальным в творчестве художника.
С 1991 по 1995 год жил и работал в Мюнхене, Германия.
С 1996 по 2002 год — в Москве.
С 2002 года в Саратове художник строил мореходную яхту «Гелон», которая с 2012 года путешествует по миру. Яхта служит творческой студией и выставочной площадкой современных художников. С этого периода мотив «корабля» в его живописных произведениях становится преобладающим.
В 1990 году в каталоге объединения «Жёлтая гора» Евгений Солодкий сформулировал «концепцию грани», которая стала ключевой в его творчестве. Грань представляется художником как пограничное состояние между узнаваемостью образа и неузнаваемостью, представляющая зрителю свободу восприятия, рефлексии, выбора ассоциаций.
«Грань — пауза, подобная зависанию брошенного вверх предмета…
Грань — балансирование между узнаваемостью и неузнаваемостью образа…
Грань — утренний туман перед движением солнца…
Грань — ночь перед отречением…
Грань — тишина первого снега…
Грань — сама Гармония…»
В этот же период сформировалась довольно узнаваемая живописная манера художника, в его картинах часто присутствуют тонкие, длинные, как будто растёкшиеся, линии, создающие легкие образы.

## Выставки

### Персональные
1991 — Галерея Аппель (Весслинг, Германия)
1993 — Gallery Behringer (Gauting, Германия)
1993 — KunstHalle, Munchen (Германия) Проекты BOCR (видео, объекты)
1993- House 10, Furstenfeldbruck (Германия) Проекты BOCR (видео, объекты)
1994 — Produtcentengallery, Passau (Германия) Инсталляция «Империя кружек»
1994 — Shloss Mohental, (Германия), живопись
1995 — «Империя Кружек» инсталляция, живопись, перформанс. Художественный музей имени Радищева (Саратов, Россия)
1997 — Gallery Behringer, Gauting (Германия) Проекты BOCR (видео, объекты)
1998 — Компьютер Пресс, (Москва, Россия) живопись
2003 — Gallery Appel, Vessling (Германия) «People and Books»
2003 — Gallery Behringer, Munchen (Германия) «Яхта в Степи»
2007 — Крейсер Гелон, Саратов (Россия), «Странные Корабли», живопись
2010 — «За гранью обыденного…» Художественный музей имени Радищева (Саратов, Россия), видеоарт
2012 - "Гелон", Стамбул, пролив Босфор, выставка на борту судна 

2017 — «Империя кружек», видеоинсталляция, Энгельсская картинная галерея
2018 - "Евгений Солодкий", культурный центр Бодрума, Турция 
2019 - "душа Корабля", клуб Триптих, Москва 
2019 - "поиск свободы", Москва-Сити, башня Империя

### Групповые
1988 — Подвальная (Саратов, Россия)
1988 — Открытая выставка (Саратов, Россия)
1988 — Антиветрянная (Саратов, Россия)
1989 — Выставка в Доме Молодежи (Саратов, Россия) живопись, объекты, инсталляции
1990 — Фестиваль современного искусства (Волгоград, Россия)
1990 — Центральный дом художника (Москва, Россия) живопись, объекты, инсталляции
2013 — ТЕЧЕНИЯ. Дом-музей Павла Кузнецова (Саратов, Россия) видеоинсталляция «Империя кружек»
2015 — Связь времен. Саратовский государственный художественный музей им. А. Н. Радищева (Саратов, Россия), живопись
2019 — Сны Византии (Ла-Сьота, Франция), живопись
2020 — Перестройка: Эпоха новых возможностей. Саратовский государственный художественный музей им. А. Н. Радищева (Саратов, Россия), живопись
2021 - "Арт Мир", Нижний Новгород